# 연경
연경(燕京)은 중국의 옛 지명이며, 춘추 전국 시대 당시 연나라의 수도였다. 명칭은 연나라의 수도가 이 지역이었던 것에서 유래했다. 계(薊)라고도 하며, 현재의 중화인민공화국 베이징시에 위치하였다.

## 역사
춘추 시대 당시 계나라(薊)에서 건설하였으며, 연나라가 계나라를 점령하면서 연나라의 수도가 되었다. 기원전 222년에 진 시황제가 연나라를 멸망시킨 이후 광양군(廣陽郡)의 중심지가 되었으며, 전한 당시에 범양(范陽)으로 개명한 뒤 어양군(漁陽郡)의 중심지가 되었고, 이후 후한 시대에 유주의 주도 역할을 담당하였다. 중국 본토의 북쪽 경계와 가까운 지리적 특성으로 인해 잦은 이민족의 침입을 받았으며, 후한 말기에는 황건적의 공격을 받기도 했다.
후한 말기에는 유주자사(幽州刺史)인 유언이 다스렸으며, 유언이 익주목(益州牧)으로 자리를 옮긴 이후에는 새로운 유주목(幽州牧)으로 임명된 유우가 다스리게 되었다. 이후 유우와 대립하여 그를 죽인 공손찬에게 점령되었으며, 그 뒤 공손찬의 세력을 멸망시킨 원소에 의해 함락되었다. 원소의 세력이 조조에게 멸망한 이후에는 조조의 세력에 속하였으며, 이후 조위와 서진 시대에도 유주의 중심지로 자리잡았다.
당나라와 후진 시대에는 영주(营州)와 대주(代州)에서 군사적 · 경제적으로 중요한 도시가 되었으며, 안사의 난을 일으킨 안녹산이 근거지로 삼았다. 요나라 시대에 남경(南京)으로 개명하였으며, 요나라의 남쪽 수도가 되었다. 금나라 시대에 이름을 중도로 고쳤으며, 금나라의 중앙 수도로 결정되었다. 원나라에 점령된 이후에는 연경으로 회귀하였으며, 북쪽 자리에 대도가 세워진 이후에는 이 명칭으로 불렸다. 명나라 시대에 북경(北京)으로 개명하였으며, 이후 현재까지 이름을 유지하였다.

## 같이 보기
- 베이징시
- 연나라